# The Circus Man
The Circus Man er en amerikansk stumfilm fra 1914 af Oscar Apfel.

## Medvirkende
- Theodore Roberts som Thomas Braddock.
- Mabel Van Buren som Mary Braddock.
- Florence Dagmar som Christine Braddock.
- Hubert Whitehead som Frank Jenison.
- Jode Mullally som David Jenison.